# Шор, Марси
Марси Шор (р. 1972) — американский историк, исследовательница истории Восточной Европы.

## Биография
Преподавала в Университете в Индиане, сейчас в Йельском университете. В 2006 году опубликовала книгу, «Икра и пепел», посвящённую польским писателям межвоенного периода, очарованным коммунистической идеологией (среди героев — Владислав Броневский, Бруно Ясенский, Александр Ват, Ванда Василевская). Работа была отмечена многими наградами, включая престижную Fraenkel Prize, которая присуждается авторам выдающихся произведений из области новейшей истории.
В настоящее время работает над научным проектом, посвященным феноменологии в Центрально-Восточной Европе в XX веке.
Муж — американский историк Тимоти Снайдер.

## Публикации

### Книги
- The Taste of Ashes (Crown Books/Random House, 2013, UK edition: Heinemann, German edition: Beck, Polish edition: Swiat Ksiazki)
- Caviar and Ashes: A Warsaw Generation's Life and Death in Marxism, 1918-1968 (Yale University Press, 2006, Polish edition: Swiat Ksiazki, 2009)
- Translator, Michal Glowinski's The Black Seasons (Northwestern University Press, 2005)

### Статьи
- "Czysto Babski: A Women's Friendship in a Man's Revolution", East European Politics and Societies
- "Engineering in the Age of Innocence: A Genealogy of Discourse Inside the Czechoslovak Writer's Union, 1949-1967", East European Politics and Societies
- "Children of the Revolution: Communism, Zionism, and the Berman Brothers", Jewish Social Studies
- "Conversing with Ghosts: Jedwabne, Zydokomuna, and Totalitarianism", Kritika: Explorations of Russian and Eurasian History
- "Tevye's Daughters: Jews and European Modernity", Contemporary European History
- "When God Died: Symptoms of the East European Avant-Garde-and of Slavoj Zizek", Slovo a smysl/Word and Sense: A Journal of Interdisciplinary Theory and Criticism in Czech Studies
- "Man liess sie nicht mal ein paar Worte sagen", Frankfurter Allgemeine Zeitung
- "Za dużo kompromisów. Stop", Gazeta Wyborcza (Warsaw)